# شباب البومب (فلم)
شباب البومب فيلم سعودي بدأ عرضه في صالات السينما في موسم عيد الفطر عام 2024م، وهو من بطولة فيصل العيسى، وسيناريو وحوار عبد الله الوليدي وأحمد الزهراني، وإخراج يول كاسي. وتصدر الفيلم شباك التذاكر في السعودية ليبلغ إجمالي ما حققه أول أسبوعين من أبريل 2024،9.12 مليون ريال، لأكثر من مائتي ألف تذكرة، وذلك وفقاً لبيانات الهيئة العامة لتنظيم الإعلام.

## الممثلون
- فيصل العيسى.[6]
- عبد العزيز الفريحي.
- محمد الدوسري.
- سلمان المقيطيب.
- مهند الجميلي.
- فيصل المسيعيد.
- عبد العزيز برناوي.
- محمد القس.
- مها منصور.
- محمد الحجي.
- مرزوق الغامدي.
- سعد المدهش.
- دحوم الطلاسي.[7][8]

## وصلات خارجية
- شباب البومب على موقع IMDb (الإنجليزية)
- شباب البومب على موقع نتفليكس (الإنجليزية)
- شباب البومب على موقع قاعدة بيانات الأفلام العربية
- شباب البومب على موقع قاعدة بيانات الفيلم (الإنجليزية)
- شباب البومب على موقع ليتربوكسد (الإنجليزية)